# Nadira
Nadira (Hindi: नादिरा, Nādirā; eigentlich Farhat Ezekiel Nadira; * 5. Dezember 1932 in Bagdad, Irak; † 9. Februar 2006 in Mumbai, Maharashtra) war eine indische Filmschauspielerin mit Erfolgen besonders in den 1950er und 1960er Jahren.

## Leben
Ihr Filmdebüt hatte sie 1950 neben Dilip Kumar in Mehboob Khans Aan. Ihre Rolle als Maya in Raj Kapoors Shri 420 gilt als ihre beste schauspielerische Leistung. Wegen ihres europäischen Aussehens wurde sie häufig in der Rolle als verruchte Verführerin und Vamp besetzt.
Nadira spielte in Filmen wie Dil Apna Aur Preet Parayee, Hanste Zakhm, Amar Akbar Anthony und Pakeezah. In The Guru und Bombay Talkie spielte sie unter der Regie von James Ivory. Nadira gewann 1975 einen Filmfare Award als beste Nebendarstellerin für ihre Rolle als Julies Mutter im Film Julie. Sie war bis in die 1990er Jahre als Schauspielerin aktiv und hatte ihre letzte Rolle im Jahr 2000 in Josh.
Nadira starb nach langer schwerer Krankheit in Mumbai. Sie gehörte zur irakisch-jüdischen Gemeinde Indiens. Ihre gesamte Familie hatte Indien verlassen. Sie hat einen Bruder in Israel und einen in den USA.

## Filmografie
| - 1953: Mangala – Indische Liebe und Leidenschaft (Aan) - 1954: Waris - 1954: Dak Babu - 1955: Raftar - 1955: Der Prinz von Piplinagar (Shree 420) - 1956: Sipahsalar - 1956: Samundari Daku - 1956: Pocket Maar - 1958: Police - 1960: Dil Apna Aur Preet Parai - 1966: Hum Kahan Ja Rahe Hain - 1968: Sapnon Ka Saudagar - 1968: Kahin Din Kahin Raat - 1968: Jung Aur Aman - 1969: Talash - 1969: Jahan Pyar Mile - 1969: Insaaf Ka Mandir - 1969: The Guru - 1969: Chhoti Chhoti Baatein - 1970: Safar - 1970: Ishq Par Zor Nahin - 1970: Chetna | - 1970: Bombay Talkie - 1971: Kahin Aar Kahin Paar - 1972: Raja Jani - 1972: Ek Nazar - 1972: Pakeezah - 1973: Pyaar Ka Rishta - 1973: Nai Duniya Naye Log - 1973: Hanste Zakhm - 1973: Ek Nari Do Roop - 1974: Woh Main Nahin - 1974: Ishq Ishq Ishq - 1974: Faslah - 1975: Mere Sartaj - 1975: Kahte Hain Mujhko Raja - 1975: Julie - 1975: Dharmatma - 1976: Bhanwar - 1977: Paapi - 1977: Mama Bhanja - 1977: Darling Darling - 1977: Amar Akbar Anthony - 1977: Aap Ki Khatir - 1977: Aashiq Hoon Baharon Ka | - 1978: Naukri - 1979: Magroor - 1979: Duniya Meri Jeb Mein - 1979: Bin Phere Hum Tere - 1980: Swayamvar - 1980: Chaal Baaz - 1981: Professor Pyarelal - 1981: Aas Paas - 1981: Dahshat - 1982: Lakshmi - 1982: Raaste Pyar Ke - 1982: Ashanti - 1983: Ek Baar Chale Aao - 1983: Taqdeer - 1984: Kim – (Fernsehfilm) - 1985: Saagar - 1991: Jhoothi Shaan - 1998: Tamanna - 1999: Cotton Mary - 2000: Snip! - 2000: Josh – Mein Herz gehört dir (Josh) |